# Chromi(III) carbonat
Chromi(III) cacbonat là một hợp chất hóa học vô cơ có công thức Cr2(CO3)3. Chromi(III) cacbonat tồn tại dưới trạng thái là một chất rắn màu đỏ tím, phản ứng với nước.

## Điều chế
Chromi(III) cacbonat rất khó để điều chế, vì hợp chất này có tính phản ứng cao, cụ thể là tác dụng với nước:
Cr2(CO3)3 + 3H2O → 2Cr(OH)3↓ + 3CO2↑
Khi cho muối Cr(III) như CrCl3 tác dụng với muối cacbonat của kim loại kiềm như Na2CO3 ở điều kiện thông thường thì sản phẩm thu được chỉ là muối cacbonat kiềm, công thức: Cr(OH)x(CO3)3 − 2x. Tuy nhiên, nếu pH của hỗn hợp trong khoảng từ 6 đến 12 và nhiệt độ môi trường là 0–50 °C (32–122 °F; 273–323 K) thì Chromi(III) cacbonat sẽ bị kết tủa.

## Hợp chất khác
Cr2(CO3)3 còn tạo một số hợp chất với NH3, như Cr2(CO3)3·4NH3·8H2O là tinh thể hình kim màu vàng, không tan trong nước.